# Nkolakoa
Nkolakoa est un village du Cameroun, situé dans la commune d'Akoeman, le département du Nyong-et-So'o et la région du Centre.

## Population
En 1963, Nkolakoa comptait 134 habitants, principalement des Bané. Lors du recensement de 2005, on y a dénombré 156 personnes.